# Гришино (Гороховецкий район)
Гришино — село в Гороховецком районе Владимирской области России, входит в состав Фоминского сельского поселения.

## География
Село расположено в 11 км на северо-запад от центра поселения села Фоминки и в 39 км на юго-запад от Гороховца.

## История
По писцовый книгам 1628-30 годов часть....села Гришино значится в поместье за Л.А. Микулиным и Ф. Плещеевым, а остальная часть в вотчине за Богданом Бельским и Микулиным. В селе была церковь во имя Покрова Пресвятой Богородицы с приделом во имя Льва епископа - "древяна клецки". Деревянная церковь в Гришине существовала до 1847 года; была ли она в XVII и XVIII веках перестраиваема, сведений о том не сохранилось. А 1830 году была начата постройка каменного храма, постройка была окончена и храм освящен в 1847 году. Престолов в этом храме было три: главный во имя Покрова Пресвятой Богородицы, в трапезе теплой во имя Муромских Чудотворцев, Петра и Февронии и святого Николая Чудотворца.» 
В XIX и первой четверти XX века село являлось центром Гришинской волости Гороховецкого уезда. 
В годы Советской власти до 1998 года село являлось центром Гришинского сельсовета.

## Население
| 1859 | 1897 | 1905 | 1926  | 2002 | 2010 | 2021 |
| ---- | ---- | ---- | ----- | ---- | ---- | ---- |
| 724  | ↗796 | ↗861 | ↗1040 | ↘293 | ↘263 | ↘192 |

## Современное состояние
В селе расположены Гришинская основная общеобразовательная школа, отделение связи.

## Достопримечательности
В селе находится Церковь Покрова Пресвятой Богородицы (1847), с 2008 года ведется восстановление храма.